# Attilio Marinoni
Attilio Marinoni (ur. 14 stycznia 1892 roku w Lodi, zm. 19 czerwca 1940 roku nieopodal Lainate) – włoski kierowca wyścigowy.

## Kariera
W swojej karierze wyścigowej Marinoni poświęcił się startom w wyścigach Grand Prix i w wyścigach samochodów sportowych. W latach 1928–1931 we włoskim wyścigu Mille Miglia uplasował się odpowiednio na czwartej, szóstej, trzeciej i drugiej pozycji. Rok później był drugi w Grand Prix Włoch 1932. W latach 1935, 1937 Włoch był klasyfikowany w Mistrzostwach Europy AIACR. W pierwszym sezonie startów z dorobkiem 36 punktów uplasował się na siedemnastej pozycji w klasyfikacji generalnej. Dwa lata później w samochodzie Ferrari uzbierał łącznie 36 punktów. Dało mu to dwudzieste miejsce w końcowej klasyfikacji kierowców.
W latach 1931-1932 Marinoni pojawiał się w stawce 24-godzinnego wyścigu Le Mans. W pierwszym starcie uplasował się na czwartej pozycji w klasie 3, a w klasyfikacji generalnej był trzynasty. Rok później nie dojechał do mety.